# Internet Research Task Force
Az Internet Research Task Force (IRTF) az internethez kapcsolódó hosszabb távú kutatási kérdésekre, míg a párhuzamos szervezet, az Internet Engineering Task Force (IETF) a mérnöki munka és a szabványkészítés rövidebb távú kérdéseire összpontosít. Az Internet Research Task Force (IRTF) elősegíti az internet fejlődése szempontjából fontos kutatást azáltal, hogy tematikus, hosszú távon működő kutatócsoportokat hoz létre az internetes protokollok, alkalmazások, architektúra és technológia területein. A kutatócsoportok stabil, hosszú távú tagsággal rendelkeznek, ami a kutatási együttműködés és a csapatmunka fejlesztésének elősegítéséhez szükséges a kutatási feladatok megoldásában. A résztvevők egyéni közreműködőként, nem pedig szervezetek képviselőiként vesznek részt a munkában. A jelenlegi csoportok listája megtalálható az IRTF honlapján.
Az IRTF-et az IRTF elnöke irányítja, konzultálva a kutatásokat irányító csoport, az Internet Research Steering Group (IRSG) tagjaival. Az IRSG tagsága magában foglalja az IRTF elnökét, a különféle kutatócsoportok elnökeit és az IRTF elnöke által a kutatói közösségből kiválasztott különleges megbízatású személyeket. Az IRTF elnökét az Internet Architecture Board (IAB) nevezi ki kétéves időtartamra. Az IRTF elnöke felelős azért, hogy a kutatócsoportok koherens, összehangolt, architekturálisan következetes és időszerű eredményeket hozzanak létre, hozzájárulva az internetes architektúra általános fejlődéséhez. Az alábbiakban felvázolt, a kutatócsoportokkal kapcsolatos részletes feladatok mellett az IRTF elnöke időről időre helyi műhelyfoglalkozásokat is szervezhet, amelyeken részt vesz az IRSG és esetleg a terület más szakértői. 
Az RFC-szerkesztő az IRTF és kutatócsoportjainak dokumentumait teszi közzé az IRTF-folyamon. Az IRTF-kutatócsoport részletes irányelveit és eljárásait az RFC 2014 ismerteti. A dokumentumok IRTF RFC-folyamon történő közzétételének eljárásait az RFC 5743 határozza meg. Az RFC-folyamok fogalmát az RFC 4844 határozza meg. 

## Fordítás
- Ez a szócikk részben vagy egészben  az   Internet Research Task Force című angol Wikipédia-szócikk ezen változatának fordításán alapul.  Az eredeti cikk szerkesztőit annak laptörténete sorolja fel. Ez a jelzés csupán a megfogalmazás eredetét és a szerzői jogokat jelzi, nem szolgál a cikkben szereplő információk forrásmegjelöléseként.